# Dominique Brun
Dominique Brun, née le 7 mai 1964 à Mareuil (Dordogne), est une judokate française de la catégorie des poids mi-légers.

## Biographie
Dominique Brun est championne du monde de judo en 1986 à Maastricht (Pays-Bas), et médaille de bronze aux championnats du monde de 1987 à Essen (Allemagne). Dans l'épreuve de démonstration de judo féminin des Jeux olympiques de Séoul en 1988, elle obtient la médaille d'argent.
Lors des compétitions continentales, elle obtient la médaille d'or aux championnats d'Europe de Londres en 1986 et à ceux de Paris en 1987, une médaille de bronze aux championnats d'Europe de Pampelune en 1988 et la médaille d'argent aux championnats d'Europe d'Helsinki en 1989.
En compétitions nationales, elle a été trois fois championne de France et a obtenu deux médailles de bronze.
Après sa carrière de judokate, elle rejoint la Fédération française de judo pour s'occuper de l'équipe de France junior, formant des athlètes comme Séverine Vandenhende, championne olympique des Jeux olympiques de 2000 à Sydney.
Devenue professeur de sports, elle retrouve sa région d'origine du Périgord pour y exercer sa profession. Elle fait ses débuts dans le monde politique, devenant adjointe au maire de Mareuil-sur-Belle en 2010 puis figure sur la liste du candidat du PS Alain Rousset aux élections régionales de 2010.
- Grade: ceinture blanche-rouge 7e dan (en 2007)[4].